# Klub Malog Fudbala Kolubara
Il  Klub Malog Fudbala Kolubara è una squadra di calcio a 5 serba con sede a Lazarevac.

## Storia
La società prende il nome dall'omonimo fiume che scorre nei dintorni di Lazarevac. La squadra è approdata alla massima divisione serba nella stagione 2008-09 grazie alla fusione con il Konjarnik Beograd. Guidati da Miloš Alilović, alla prima stagione ha vinto il suo primo trofeo nazionale con la vittoria nel campionato. L'anno seguente ha debuttato in Coppa UEFA.

## Rosa 2009-2010
| N. |                       | Ruolo | Calciatore       |
| -- | --------------------- | ----- | ---------------- |
| 1  | Serbia (bandiera)     | G     | Zoran Rakicević  |
| 2  | Serbia (bandiera)     | G     | Igor Šoša        |
| 3  | Serbia (bandiera)     | G     | Nikola Blažić    |
| 5  | Serbia (bandiera)     | G     | Filip Perišić    |
| 6  | Montenegro (bandiera) | G     | Milan Zivic      |
| 7  | Serbia (bandiera)     | G     | Marko Pantelić   |
| 8  | Serbia (bandiera)     | G     | Aleksandar Tomin |

| N. |                   | Ruolo | Calciatore             |
| -- | ----------------- | ----- | ---------------------- |
| 9  | Serbia (bandiera) | G     | Predrag Ranković       |
| 10 | Serbia (bandiera) | G     | Vladimir Lazic         |
| 11 | Serbia (bandiera) | G     | Zeljko Borojević       |
| 12 | Serbia (bandiera) | G     | Vladimir Ranisavljevic |
| 13 | Serbia (bandiera) | G     | Nikola Ranisavljević   |
| 15 | Serbia (bandiera) | G     | Sašo Durasović         |

## Palmarès
- Campionato serbo: 1
2008-09